# Минакальская пустошь
Ми́накальская пустошь (Ми́накальска-Го́ла, в.-луж. Minakałska hola), она же Дри́вицко-Ми́лькельская пустошь (нем. Driewitz-Milkeler Heiden) — засаженная лесом область в коммуне Лоза района Баутцен, федеральная земля Саксония, Германия. Считается самым крупным из не заселённых людьми лесов Верхней Лужицы. Внутри леса отсутствуют какие-либо населённые пункты и дороги с искусственным покрытием. Входит в состав биосферного заповедника «Пустоши и озёра Верхней Лужицы».
Границы лесного массива образуют следующие населённые пункты: на севере — деревни Злычин, Древцы коммуны Лоза и Тране коммуны Боксберг, на востоке — деревни Дельни-Вуезд, Манёв и Рудей коммуны Боксберг, на юге — деревни Липич, Весель коммуны Радибор и деревня Германецы коммуны Лоза, на западе — деревня Высока и Шченьца коммуны Лоза.
Площадь леса составляет 20 квадратных километров. Лес состоит почти исключительно из искусственно созданных еловых и сосновых участков. Присутствуют небольшие остатки смешанного изначального леса. На территории леса находятся многочисленные рыбоводные пруды и небольшие опушки.
Почва леса песчаная и не пригодна для сельскохозяйственных работ. В лесу находятся многочисленные валуны последнего ледникового периода, привнесённые сюда из Скандинавии. В середине леса с 1831 по 1900 года было поселение Нойдривиц из пяти домохозяйств, заброшенное в начале XX века по экономическим причинам. К северу от леса с XIX века до 90-х годов XX столетия разрабатывали месторождения бурого угля.